# Johann Künning
Johann Friedrich Künning ou Johann Künning, imigrante alemão, administrator profissional que comandou a Companhia Cervejaria Brahma entre 1906 e 1937. 

## Biografia
Nasceu em Bremen no dia 13 de fevereiro de 1872, noroeste da Alemanha. Filho de um capitão da marinha mercante alemã, também chamado Johann Friedrich. Chegou ao Brasil em 23 de maio de 1891 e começou a trabalhar no Rio de Janeiro na filial brasileira Hermann Stoltz & Cia, empresa fundada pelo alemão Hermann Stoltz, sediada em Hamburgo, a filial do Rio de Janeiro foi fundada em 1884.
Obteve a cidadania brasileira em 1919. Ocupou cargo na diretoria da Companhia Segurança Industrial (CSI), fundada em 1919. Participou de comissões de estudos do Centro Industrial Brasileiro (CIB), ocupando cargo de diretoria. Foi diretor do Brasilianische Bank für Deutschland.
Faleceu em 25 de julho de 1938 no Rio de Janeiro, o sepultamento ocorreu no Cemitério São João Batista, zona sul do Rio de Janeiro.

## Comandando a Companhia Cervejaria Brahma
Em 1896 a Georg Maschke & Cia (que dá origem à Companhia Cervejaria Brahma) entregou para a Hermann Stoltz & Cia a distribuição de seus produtos, empresa que Künning trabalhava, é a partir desse momento que se dá a relação de Künning com a cervejaria Brahma.
Künning assume a presidência da cervejaria Brahma em 1906, no ano seguinte registra as cervejas: Homem, Babylonia Bräu, Crystal, Teutonia Pilsen, München, Excelsior, Castello e Frade.
Entre 1907 e 1910 sob o comando de Künning a cervejaria passou por diversas inovações: uso do arrolhamento Goldy que dispensava o uso de abridor. Fez contrato de fornecimento de energia elétrica com a Rio de Janeiro Light & Power Company, substituindo o uso do carvão. As carroças de distribuição foram substituídas por caminhões das marcas Orion e Saurer, que eram projetados para transportar a mercadoria refrigerada até o porto.
Em 1908 sob o comando de Künning, a Brahma comprou todos os direitos do bar-restaurante Ao Franziskaner e passou a se chamar Bar da Brahma.
Atento às demandas do mercado, em 1910 Künning informou ao conselho fiscal sobre a demanda de cervejas mais baratas, assim será reforçada a marca Guarany, de terceira linha, e lançada a cerveja Brahmina, de segunda linha, com o marketing voltado para uma bebida para ser consumida nas refeições.
Em 1914, logo após o início da Primeira Guerra Mundial, foi lançada a cerveja Fidalga, que sustentou a vendas da Companhia até 1920.
Em 1918 a companhia entra para o ramo de bebidas sem álcool, lançando: Ginger-ale, Berquis, Soda limonada e Sport-Soda, como podemos ver no anúncio do Gazeta de Notícias. Em 1919 lança a Água Tônica.
Um dos carros chefes da Companhia até os anos 2000, foi o Guaraná Brahma, lançado em 1927 durante a presidência de Künning.
Künning acompanhou as mudanças na publicidade, assim na cervejaria surgem os primeiros cartazes coloridos, a presença de mulheres bebendo cerveja, que passam a figurar a partir de 1913. Leques coloridos com propaganda da cerveja Fidalga foram distribuídos no carnaval de 1920. Ele entendia de forma vanguardista a importância do marketing, autorizando os investimentos nessa área.
Em 1921, com a compra da Cervejaria Guanabara de São Paulo, a companhia se estabelece no território de sua rival a Companhia Antarctica Paulista.
Em 1928 as vendas da Brahma atingiram o ápice, segundo Künning o sucesso era devido a aquisição de matéria prima de qualidade e todas as melhorias necessárias na fábrica, advindas da prática e da ciência.
Ao completar 25 anos à frente da Companhia, recebeu justa homenagem na sede da empresa, com direito a poema do publicitário Bastos Tigre, como podemos ver no jornal Correio da Manhã de 01/11/1931.
A grande estrela da cervejaria foi lançada ainda na era Künning, em 1935 ocorreu o lançamento da Brahma Chopp. A gravação da música "Chopp em Garrafa" em 1935 da agência de Bastos Tigre e interpretada por Orlando Silva está disponível no YouTube.

## Defendendo a indústria nacional
Künning defendeu junto ao Congresso o interesse da indústria como um todo, inclusive na redução de impostos de insumos importados.
Em 1908 entrou para o Centro Industrial do Brasil (CIB), entidade antecessora da Confederação Nacional da Indústria (CNI), que atuava como órgão de pressão dos industriais sobre a administração pública.
No mesmo ano houve o embate sobre o "imposto do vintém". Künning participou da comissão do CIB para entregar um manifesto ao presidente Afonso Pena.
Em 1909 no plenário da Câmera Federal foi lido documento da Brahma sobre a importância do ramo cervejeiro para a economia do país.
Em 1912 Künning se torna membro do Conselho Superior do CIB, sua colaboração com a entidade durou três décadas.
Em 1914 Künning e Theotônio Sá, dirigente da Cervejaria Hanseática, apresentaram à Venceslau Brás questões sobre suas respectivas indústrias. Como consequência foi reduzido em 80% um aumento do imposto sobre a cerveja.
Em 1919 o CIB funda a Companhia Segurança Industrial, Künning assume a presidência da nova organização.
Participou como delegado da organização empresarial no Segundo Congresso de Expansão Econômica, em 1919.
Em 1924 o CIB consegue derrubar proposta de Sá Filho para o aumento dos impostos.

A influência de Künning era grande, seus estudos eram constantes e variados, entre os resultados de seu empenho está a eliminação da tarifa preferencial no transporte de mercadorias produzidas por empresas do interior, em detrimento das indústrias de São Paulo e do Rio de Janeiro. Em 1926 Künning anunciou a solução da Contadoria Central Ferroviária dera sobre as tarifas.